# Чарлстон (Міссурі)
Чарлстон (англ. Charleston) — місто (англ. city) в США, в окрузі Міссісіпі штату Міссурі. Населення — 5056 осіб (2020).

## Географія
Чарлстон розташований за координатами 36°55′1″ пн. ш. 89°20′2″ зх. д. / 36.91694° пн. ш. 89.33389° зх. д. (36.916926, -89.333909).  За даними Бюро перепису населення США в 2010 році місто мало площу 12,56 км², з яких 12,42 км² — суходіл та 0,14 км² — водойми.

## Демографія
Згідно з переписом 2010 року, у місті мешкало 5947 осіб у 1705 домогосподарствах у складі 1107 родин. Густота населення становила 473 особи/км².  Було 1883 помешкання (150/км²).
Расовий склад населення:
| - 50,4 % — чорних або афроамериканців - 47,6 % — білих - 0,3 % — азіатів |

До двох чи більше рас належало 1,0 %. Частка іспаномовних становила 1,8 % від усіх жителів.
За віковим діапазоном населення розподілялося таким чином: 20,3 % — особи молодші 18 років, 68,1 % — особи у віці 18—64 років, 11,6 % — особи у віці 65 років та старші. Медіана віку мешканця становила 37,1 року. На 100 осіб жіночої статі у місті припадало 158,1 чоловіків;  на 100 жінок у віці від 18 років та старших — 174,9 чоловіків також старших 18 років.
Середній дохід на одне домашнє господарство  становив 43 867 доларів США (медіана — 27 463), а середній дохід на одну сім'ю — 55 284 долари (медіана — 31 875). Медіана доходів становила 29 599 доларів для чоловіків та 22 163 долари для жінок. За межею бідності перебувало 31,0 % осіб, у тому числі 54,6 % дітей у віці до 18 років та 12,5 % осіб у віці 65 років та старших.
Цивільне працевлаштоване населення становило 1686 осіб. Основні галузі зайнятості: освіта, охорона здоров'я та соціальна допомога — 21,1 %, виробництво — 17,4 %, мистецтво, розваги та відпочинок — 9,8 %, публічна адміністрація — 8,9 %.

## Відомі особистості
В поселенні народився:
- Кенні Роллінз (1923—2012) — американський професійний баскетболіст.